# Pendeloque

Representación del corte pendeloque (vistas superior y frontal)

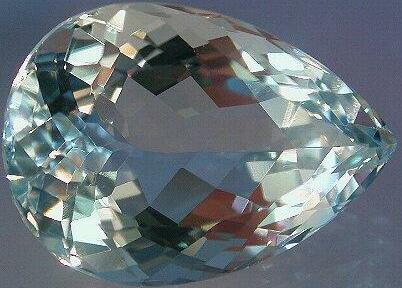
Aguamarina con talla en pendeloque

Pendeloque es el nombre técnico gemológico de una piedra preciosa facetada y en forma de lágrima o de pera, que consiste en una modificación de la talla en forma de brillante utilizada en diamantes y otras piedras preciosas.
El término se deriva del francés pendule ("péndulo"). También puede denominarse corte o talla en forma de pera.

## Utilización
Pendeloque es también el nombre generalmente utilizado para los pendientes colgantes y en particular, los colgantes de las lámparas de araña. En la Oeconomische Encyclopädie de Krünitz de 1773 a 1858, el término aparece definido como los cristales que cuelgan de una lámpara de araña, las cadenas de los relojes, o los trozos de tela colgados de la ropa. Pero también se hacía referencia a las tallas de diamantes que son puntiagudas en la parte superior, redondeadas en la parte inferior y cuyos lados buenos tienen un desperdicio gradual para poder crear las superficies correspondientes.

## Historia
Alrededor de 1456 o 1476, el tallador de diamantes flamenco Lodewyk van Berquem descubrió el pulido de diamantes con la ayuda de polvo de diamante. También talló gemas en formas simétricas de pera, llamadas pendeloque y briolette. El diamante Sancy tallado para Carlos el Temerario, duque de Borgoña y el conocido diamante Florentino están diseñados en forma de pendeloque.